# Kurt Nielsen
Kurt Nielsen (ur. 19 listopada 1930 w Kopenhadze, zm. 11 czerwca 2011 tamże) – duński tenisista, dwukrotny finalista Wimbledonu w grze pojedynczej, zwycięzca międzynarodowych mistrzostw USA w grze mieszanej, wielokrotny reprezentant kraju w Pucharze Davisa.
Duńczyk, zawodnik praworęczny obdarzony silnym serwisem, a forhend grający często w sposób podcinany, jest posiadaczem jednego z nietypowych tenisowych rekordów – dwukrotnie dochodził do finału wimbledońskiego jako gracz nierozstawiony. Był pierwszym (i dotychczas jedynym) reprezentantem Danii w finale gry pojedynczej imprezy wielkoszlemowej, a także dzięki sukcesowi na kortach amerykańskich jedynym duńskim triumfatorem wielkoszlemowym w kategorii seniorów. Wyróżniający się charakterystycznymi wąsami Nielsen budził respekt sędziów groźnymi spojrzeniami, potrafił także zacięcie wykłócać się o piłki; miał opinię zawodnika niebezpiecznego szczególnie na szybszych nawierzchniach – w hali i na trawie.

## Życiorys
Duże możliwości Nielsen sygnalizował już jako junior. W tej kategorii triumfował na Wimbledonie w 1947, pokonując Szweda Svena Davidsona; wygrał również juniorską rywalizację na kortach Rolanda Garrosa. W ciągu kolejnych lat ustabilizował swoją pozycję w szerokiej czołówce europejskiej, startując w najważniejszych imprezach.
Znaczące sukcesy Nielsen osiągnął w 1953. Nierozstawiony 22-latek przystąpił do Wimbledonu i nie był zaliczany do faworytów, ale konsekwentnie przechodził kolejne rundy. Wykorzystując mniej lub bardziej poważne niedyspozycje przeciwników, wyeliminował turniejową "piątkę" Gardnara Mulloya (narzekał na skurcze nogi), potem najwyżej rozstawionego Australijczyka Rosewalla (który tłumaczył się problemami żołądkowymi), wreszcie w półfinale Jaroslava Drobny'ego (wówczas reprezentującego Egipt); Drobny, na Wimbledonie rozstawiony z numerem czwartym, nie tylko odczuwał kontuzję nogi, ale miał za sobą wyczerpujący, niemal czteroipółgodzinny mecz III rundy z Budge’em Pattym, co pozwoliło Nielsenowi na szybkie zwycięstwo – 6:4, 6:3, 6:2. Finałowy przeciwnik Duńczyka Vic Seixas okazał się lepiej dysponowany od poprzednich rywali i zwyciężył w trzech setach, przejmując dominację po długim pierwszym secie i w efekcie dołączając do galerii amerykańskich triumfatorów Wimbledonu, którzy dominowali na tych kortach szczególnie w pierwszych latach powojennych. Nielsen zapisał się natomiast w kronikach turnieju jako pierwszy nierozstawiony finalista od 1930, kiedy to Wilmer Allison musiał uznać wyższość legendarnego Billa Tildena.
Rok później Nielsen nie zaszedł na londyńskich kortach tak daleko, ulegając w 1/8 finału Mervynowi Rose w czterech setach. W 1955 ponownie zadziwił tenisowy świat, po raz drugi osiągając finał na wimbledońskich trawnikach. W ćwierćfinale wyeliminował Włocha Nicolę Pietrangelego, by w półfinale powtórzyć swoje zwycięstwo sprzed dwóch lat na Kenem Rosewallem. Podobnie jak w 1953 zaskoczył Australijczyka podcinanymi forhendowymi atakami przez środek kortu, które utrudniały czy wręcz uniemożliwiały ulubione minięcia Rosewalla. Również i tym razem Nielsen musiał jednak zadowolić się drugim miejscem – w finale, w trzech setach, pokonał go Amerykanin Tony Trabert, który w tymże sezonie wygrał łącznie trzy z czterech turniejów wielkoszlemowych.
Godny odnotowania występ na Wimbledonie Duńczyk zaliczył jeszcze w 1958, kiedy to w drodze do półfinału pokonał m.in. Ulfa Schmidta i Mala Andersona, a uległ Neale’owi Fraserowi 4:6, 4:6, 19:17, 4:6. W innych imprezach Wielkiego Szlema szło mu nieco gorzej; w międzynarodowych mistrzostwach USA był w ćwierćfinale w 1953, a w 1/8 finału w 1957, natomiast w międzynarodowych mistrzostwach Francji kilkakrotnie dochodził do 1/8 finału (1955, 1956, 1957, 1959), notując zwycięstwa m.in. nad Pietrangelim, dawnym mistrzem imprezy Józsefem Asbóthem, Drobnym, Orlando Sirolą. Bliski ćwierćfinału w Paryżu był w 1955, kiedy uległ rozstawionemu z "dwójką" Seixasowi 6:3, 6:3, 4:6, 2:6, 6:8. Finały wielkoszlemowe nie mogły ujść uwadze ekspertom magazynu "Daily Telegraph", układającym światowe rankingi graczy; w czołowej dziesiątce Nielsen znalazł się w 1953 i 1955, za pierwszym razem na 7. miejscu, dwa lata później – na 8.
Jedyne wielkoszlemowe zwycięstwo Nielsen zaliczył w grze mieszanej. W 1957 w międzynarodowych mistrzostwach USA partnerował czarnoskórej Althei Gibson i para ta pokonała w decydującym meczu Amerykankę Doris Hart i Australijczyka Roberta Howe'a 6:3, 9:7.
Łącznie Nielsen triumfował w około 30 międzynarodowych turniejach. Wśród jego przeciwników byli również polscy gracze, m.in. Andrzej Licis i Władysław Skonecki. Z tym ostatnim stoczył m.in. przegrany pojedynek w półfinale w Monte Carlo w 1953, nie wykorzystując wysokiego prowadzenia 6:2, 6:2, 5:1. Skuteczny Nielsen był także na krajowych kortach, sięgając po około 50 tytułów mistrza Danii w różnych kategoriach i specjalnościach.
W rywalizacji o Puchar Davisa debiutował w 1948, a po raz ostatni wystąpił w 1960. Rozegrał 96 pojedynków, z czego zwycięskich 53; pozostaje rekordzistą reprezentacji zarówno pod względem liczby zwycięstw w grze pojedynczej (42), jak i liczby zwycięstw w ogóle (53). Wspólnie ze swoim wielokrotnym partnerem Torbenem Ulrichem (który skądinąd zaliczył aż 102 występy w kadrze) może się szczycić najlepszym rekordem deblowym w historii duńskiej reprezentacji (11 zwycięstw, 17 porażek). Dwukrotnie Nielsen przyczynił się do awansu Danii do finału strefy europejskiej Pucharu Davisa (1950, 1953); w 1950 Duńczycy ulegli Szwedom, a Nielsen przegrał zarówno oba single (ze Svenem Davidsonem i Torstenem Johanssonem), jak i debla (z Ulrichem, porażka z Davidsonem i Bergelinem), z kolei w 1953 lepsi od Duńczyków okazali się tenisiści belgijscy, chociaż tym razem Nielsen zdobył dwa punkty w grze pojedynczej (imponując skutecznością zresztą w całym sezonie 1953, kiedy w Pucharze Davisa zanotował bilans 11 wygranych przy 1 porażce).
Po zakończeniu kariery sportowej Nielsen pozostał blisko związany z tenisem. Był czołowym działaczem federacji krajowej i organizacji międzynarodowych, sędzią w ważnych turniejach i Pucharze Davisa, wreszcie przez kilka lat komentatorem telewizyjnym duńskiej wersji językowej "Eurosportu". W 2001 doczekał się debiutu wnuka Frederika Løchte Nielsena (ur. 1983) w gronie tenisistów zawodowych.

## Osiągnięcia w turniejach wielkoszlemowych
- Wimbledon
  - gra pojedyncza – finały 1953, 1955
- międzynarodowe mistrzostwa USA
  - gra mieszana – 1957 wygrana (z Altheą Gibson)

## Finały wielkoszlemowe w grze pojedynczej
- Wimbledon 1953 – 7:9, 3:6, 4:6 z Vikiem Seixasem
- Wimbledon 1955 – 3:6, 5:7, 1:6 z Tonym Trabertem